# Jumpasri United Football Club
Maillots
Le Jumpasri United Football Club (en thaï : สโมสรฟุตบอลจัมปาศรี ยูไนเต็ด), plus couramment abrégé en Jumpasri United, est un ancien club thaïlandais de football fondé en 1977 et basé dans la ville de Maha Sarakham.

## Histoire

### Repères historiques
- 1977 : fondation du club sous le nom de Osotspa FC
- 2006 : le club est renommé Osotspa M-150 FC
- 2009 : le club est renommé Osotspa Saraburi FC
- 2015 : le club est renommé Osotspa Samut Prakan FC
- 2016 : le club est renommé Super Power Samut Prakan FC
- 2018 : le club est renommé Jumpasri United FC

### Histoire du club
Fondé en 1977, le Osotspa Football Club participe à la 1re édition du championnat de Thaïlande en 1996-97, mais le club est relégué à la fin de la saison en Division 1. La saison suivante, il remporte le match de barrage contre le Royal Thai Police, et remonte en première division.
Lors de la saison 1999, l'Osotspa perd la finale de la coupe de Thaïlande, contre la Thai Farmers Bank (défaite 2-1). Puis, lors de la saison 2002, le club termine à la deuxième place du championnat, et se qualifie pour la première fois pour la Ligue des champions de l'AFC.
Lors de la saison 2002-03 de la Ligue des champions de l'AFC, Osotspa remport une victoire globale de 7-4 contre les Churchill Brothers pour se qualifier pour la phase de groupes. Cependant, Osotspa perd les trois rencontres, et est éliminé avec zéro point avec un but inscrit contre 20 buts concédés. À la fin de la saison 2006, l'entraîneur Chatchai Paholpat quitte son poste après dix ans au sein du club.
Le Osotspa M-150 participe à sa première Coupe de l'AFC en 2007 avec son nouvel entraîneur Arjhan Srong-ngamsub, mais le club termine 3e de la phase de groupe avec dix points.
Durant la saison 2009, le club déménagé à Saraburi, et change son nom en Osotspa Saraburi. Puis, en début de la saison 2015, le club retourne à Bangkok, et utilise le stade Rajamangala. À la fin de la saison, le club déménage à Samut Prakan, et le club est renommé Osotspa Samut Prakan.
Au milieu de la saison 2016, le groupe Osotspa, décide de vendre leur section de football. Le groupe Super Power Football Venture est devenu le nouveau propriétaire du club de football d'Osotspa, et est renommé Super Power Samut Prakan.
En octobre 2016, le groupe Samut Sakhon Football Venture, propriétaire de Samut Sakhon FC en Division 2 a tenté d'acheter la part majoritaire du club. Le nouveau propriétaire visait à renommer le club en Samut Sakhon City Power et le relocaliser à Samut Sakhon. Cependant, l'achat a été bloquée par la Fédération de Thaïlande de football, car elle est contre les règles de licence de club de la Confédération asiatique de football. Après cet évènement, l'achat est annulé et le club reste à Samut Prakan. En juillet 2017, l'homme d'affaires Pakorn Khlaiphet devint le nouveau président du club.
À la fin de la saison 2017, le club est vendu, déménage à Maha Sarakham, et change son nom en Jumpasri United. Le club est relégué en League 2 en 2018. 

## Palmarès
| Compétitions nationales | Compétitions internationales |
| - Championnat de Thaïlande - Vice-champion : 2002 et 2006 - Championnat de Thaïlande de D2 - Vice-champion : 1997 - Coupe de Thaïlande - Finaliste : 1999 - Coupe de la Ligue - Vainqueur : 1990 - Coupe de la Reine - Vainqueur : 2002, 2003 et 2004 - Kor Royal Cup - Vainqueur : 2001 et 2006 | - Ligue des champions de l'AFC - Meilleure performance : 1er tour en 2003 - Coupe de l'AFC - Meilleure performance : 1er tour en 2007 |

## Personnalités du club

### Entraîneurs
| Rang | Nom                      | Période   |
| ---- | ------------------------ | --------- |
| 1    | Chatchai Paholpat        | 1996-2006 |
| 2    | Arjhan Srong-ngamsub     | 2007-2009 |
| 3    | Pairoj Borwonwatanadilok | 2010-2013 |
| 4    | Chalermwoot Sa-ngapol    | 2013-2014 |

| Rang | Nom                      | Période   |
| ---- | ------------------------ | --------- |
| 5    | Stefano Cugurra Teco     | 2014-2015 |
| 6    | Kritsada Piandit         | 2015      |
| 7    | Somchai Subpherm         | 2016      |
| 8    | Pairoj Borwonwatanadilok | 2016      |

| Rang | Nom                    | Période                      |
| ---- | ---------------------- | ---------------------------- |
| 9    | Chalermwoot Sa-ngapol  | 2016-2017                    |
| 10   | Jason Withe            | 2017                         |
| 11   | Apisit Kaikaew         | 2017                         |
| 12   | Suksan Khunsuk         | 2017-                        |
| 13   | Daniel Alberto de Melo | novembre 2017 - janvier 2018 |

## Identité du club

### Logo

Ancien logo
2002-2016
2016-2017
Depuis 2018